# Пахачинський хребет
Пахачинський хребет — один з основних хребтів Коряцького нагір'я, висотою до 1715 м і завдовжки 100 км.

## Історія дослідження
Отаман Володимир Атласов був першим з європейців, який навесні 1697 року хребет перетнув хребет зі своїми людьми під час Камчатської експедиції. Згодом А. Васьковський у своїх роботах з вивчення Коряцького нагір'я замість значного за протяжністю Коряцького пасма виділив і назвав ряд різноорієнтованих хребтів — Ветвейський (найбільший — 350 км), Пахачинський (100 км), майже меридіональний Південно-Майнський (190 км) широтні кулісоподібно розташовані Койве-Реланський і Мейнипільгінський (довжина кожного з них становить 150—200 км).